# (767) Bondia
(767) Bondia — planetoida z grupy pasa głównego asteroid.

## Odkrycie
Została odkryta 23 września 1913 roku w Winchester (Massachusetts) przez Joela Metcalfa.
Nazwa pochodzi od nazwiska amerykańskich astronomów Williama Bonda i jego syna George’a Bonda. Przed jej nadaniem planetoida nosiła oznaczenie tymczasowe (767) 1913 SX.

## Orbita
(767) Bondia okrąża Słońce w ciągu 5 lat i 193 dni w średniej odległości 3,13 au. Należy do planetoid z rodziny Themis.